# Kihniö
Kihniö [ˈkiçniø] ist eine Gemeinde in der Landschaft Pirkanmaa im Westen Finnlands.

## Dörfer
Jokikylä, Kankari, Linnankylä, Mäkikylä, Naarminkylä, Nerkoo, Niskos, Ratikylä.

## Entfernungen
- Helsinki 280 km
- Jyväskylä 145 km
- Seinäjoki 80 km
- Tampere 115 km
- Turku 230 km

## Gemeindepartnerschaften
Kihniö unterhält Partnerschaften mit folgenden Gemeinden:
- Bollnäs (Schweden), seit 1960
- Põltsamaa (Estland), seit 1991
- Rochester (Vereinigtes Königreich), seit 1993
- Pajusi (Estland), seit 1997